# Vas (Italie)
Pour les articles homonymes, voir Vas.
Vas est une ancienne commune italienne de la province de Belluno, dans la région Vénétie.
Le 28 décembre 2013, Vas fusionne avec la commune de Quero pour donner naissance à l'entité Quero Vas dont elle devient une frazione.

## Administration
| Période                                  | Période | Identité | Étiquette | Qualité |
| ---------------------------------------- | ------- | -------- | --------- | ------- |
|                                          |         |          |           |         |
| Les données manquantes sont à compléter. |         |          |           |         |

### Hameaux
Marziai, Caorera